# Ихтериц
Ихтериц (нем. Uichteritz [ˈʏçtəʁɪt͡s]) — деревня в Германии, в земле Саксония-Анхальт. 
Входит в состав города Вайсенфельс района Бургенланд. Население составляет 1417 человек (на 31 декабря 2006 года). Занимает площадь 8,55 км².
До 31 декабря 2009 года Ихтериц имела статус общины (коммуны). 1 января 2010 года вошла в состав города Вайсенфельс.